# Itoplectis lavaudeni
Itoplectis lavaudeni là một loài tò vò trong họ Ichneumonidae.